# شرفلية مضلعة
شرفلية مضلعة (الاسم العلمي:Scherffelia angulata) هي نوع من طحالب خضراء تتبع جنس الشرفلية من فصيلة الخضرية المتشجرة.